# Irmfried Liebscher
Irmfried Liebscher (* 4. Juni 1901 in Brüx, Bezirk Brüx, Österreich-Ungarn; † 18. Februar 1973 in Kröpelin) war ein deutscher Keramiker.

## Leben und Werk
Liebscher war der Sohn eines sudetendeutschen Ziegeleimeisters. Er besuchte von 1917 bis 1921 die Staatsfachschule für Keramik und verwandte Kunstgewerbe in Teplitz-Schönau. Ab 1925 leitete er in Modra die renommierte Firma Slovenska Keramika (später Slovakische Keramik-A.G.), die auf slowakische Volksmajolika spezialisiert war. Er war dann in Modra Lehrer und Leiter der Keramischen Abteilung der Kunstgewerbeschule (Škola umeleckých remesiel) Bratislava, der ersten öffentlichen Kunstschule der Slowakei. Deren Motto lautete „Keine Angst vor der Moderne haben, kritisch auswählen und alles vom Allerneuesten versuchen und die Ergebnisse zurück in die Produktion übertragen.“ Die Schule wurde aus politischen Gründen 1939 geschlossen.
In der Folge des Zweiten Weltkriegs wurde Liebscher aus der Tschechoslowakei vertrieben, und er kam in die Sowjetische Besatzungszone. Ab 1946 lebte er in Kröpelin. Dort arbeitete er als Keramiker in der Ofen- und Tonfabrik Kurt Fischer. 1949 gründete er sein eigenes Atelier für Kunstkeramik und Bildhauerei, das er bis 1972 betrieb. Eine seiner Lehrlinge war Dagmar Haucke-Liebscher. Liebscher war mit seinen Arbeiten u. a. mehrfach auf der Leipziger Messe und der Ostseemesse in Rostock vertreten. Der Bildindex verzeichnet Werke Liebschers als Exponate der Dritten Deutschen Kunstausstellung 1953 in Dresden. Liebscher war dort lt. Katalog jedoch nicht vertreten. Es ist zu vermuten, dass er die Arbeiten eingereicht hatte, er aber nicht berücksichtigt wurde.
Von 1950 bis zu seinem krankheitsbedingten Ausscheiden 1962 war Liebscher auch Dozent für Keramik an der Fachschule für angewandte Kunst Heiligendamm in Wismar bzw. Heiligendamm. Zu seinen Schülerinnen gehörte Hildegund Sell und Ellinor Symmangk.
Liebscher war mit Franz Willert Autor des international beachteten Werks Technologie der Keramik (Band 1 der Reihe Keramisches Schaffen, Verlag der Kunst, Dresden, 1955).
1969 übergab er die Keramikwerkstatt an seinen Sohn Irmfried Liebscher.
Fotografien einiger keramischer Arbeiten Liebschers befinden sich in der Akademie der Künste Berlin.

## Werkbeispiele
- Hlava (1928, weibliche Porträtbüste, Keramik; Slowakische Nationalgalerie Bratislava, Inv. P 106)[5]
- Die Frau des Künstlers (1930er Jahre, Statuette, Holz, geschnitzt, Höhe 55 cm; Galéria umenia Ernesta Zmetáka, Nove Zamky)[6]
- Fischer mit Netz (1950er Jahre, Relief an einer Hauswand; farbige Keramik, 200 × 140 cm; Rostock, Hartestraße)

## Beispiele für publizierte Fachaufsätze Liebschers
- Die Ermittlung von Selbstkosten in keramischen Betrieben sowie verschiedene Karten. In: Erde und Stein, Aussig, 1938, S. 82
- Die Habaner als Keramiker. In: Tonindustrie-Zeitung, Preßburg, 19–20/1943, S. 202–205
- Erfahrungen bei der Herstellung von Großplastiken. In: Tonindustrie-Zeitung, Preßburg, 1944 (keine näheren Angaben bekannt)
- Die Töpferei in Deutsch-Proben. In: Heimat und Volkstum, Preßburg, 1944, S. 46–48